# Godfried Karel de la Tour d'Auvergne

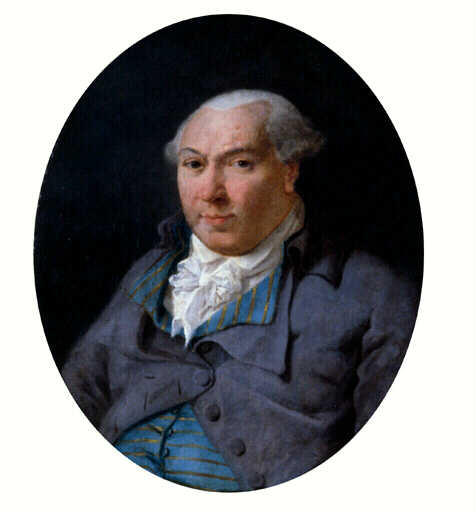
Portret uit 1775 door Jean-François Colson

Godfried Karel Hendrik de la Tour d'Auvergne (Parijs, 27 januari 1728 - Navarre, 3 december 1792) was hertog van Bouillon vanaf 1771 tot zijn dood.
Godfried was een zoon van Karel Godfried de la Tour d'Auvergne, hertog van Bouillon, en Maria Charlotte Sobieski. Godfried huwde met Louise Gabriella van Lotharingen-de Marsan, een dochter van Karel de Marsan. Samen kregen ze drie zoons en een doodgeboren dochter.
In de regeerperiode van Godfried was er een grote opkomst (c.1760) van de boekdruk in Bouillon, dat tot het grootste centrum van de boekdruk en drukpers in de 18e eeuw zou worden. Godfried was de enige hertog die daadwerkelijk een bezoek heeft gebracht aan zijn hertogdom (1757) en in 1771; meestal verbleven de hertogen in Parijs. Godfried overleed in 1792, een enorme schuldenlast achterlatend. Hij werd opgevolgd door zijn zoon Jacques-Léopold de la Tour d'Auvergne.